# ۲-استیل-۱-پیررولین
پروتئین ۲-استیل-۱-پیررولین یک ترکیب معطر و همچنین نوعی مزه وبو است. در موادی چون نان سفید، برنج یاسمین و برنج باسماتی وجود دارد و سبب عطر و طعم ویژهٔ آنها است. پروتئین ۲-استیل-۱-پیررولین و همسان آن استیل-۲،۳،۴،۵-تتراهیدروپیریدین-۶ می‌توانند از روش واکنش میلارد به هنگام گرما تولید شوند که شامل واکنش شیمیایی میان اسید آمینه و شکر آلدهید است که به غذاهای قهوه‌ای رنگ عطر و طعم مطلوبشان را می‌دهد. هر دو پروتئین ۲-استیل-۱-پیررولین و همسان آن استیل-۲،۳،۴،۵-تتراهیدروپیریدین-۶ (به انگلیسی: 6-acetyl-۲٬۳،4,5-tetrahydropyridine) دارای آستانه شناسایی بو برابر با کمتر از ۰٫۶ نانوگرم بر لیتر هستند.